# Guntersville
La ville de Guntersville est le siège du comté de Marshall, dans l'État de l'Alabama, aux États-Unis.

## Démographie
| 1870 | 1880 | 1890 | 1900 | 1910  | 1920  | 1930  | 1940  |
| ---- | ---- | ---- | ---- | ----- | ----- | ----- | ----- |
| 244  | 325  | 471  | 618  | 1 145 | 1 909 | 2 826 | 4 398 |

| 1950  | 1960  | 1970  | 1980  | 1990  | 2000  | 2010  | - |
| ----- | ----- | ----- | ----- | ----- | ----- | ----- | - |
| 5 253 | 6 592 | 6 491 | 7 041 | 7 038 | 7 395 | 8 197 | - |

## Personnalité liée à Guntersville
- Jeanette Scissum, mathématicienne américaine